# 石炭酸係数
石炭酸係数（せきたんさんけいすう、フェノール係数、phenol coefficient;PC）とは、消毒薬の細菌に対する消毒作用をフェノール（石炭酸）を基準として比較した係数。石炭酸指数（phenol index）とも呼ばれる。フェノールは化学的に高純度のものが得られやすく、消毒作用の結果の再現性が高いことと、安価であることなどから、消毒薬の効果を計る基準として利用されている。
石炭酸係数は、対象の消毒薬とフェノールの希釈液にそれぞれ、被検菌であるStaphylococcus aureus（黄色ブドウ球菌）、Salmonella Typhi（チフス菌）、Escherichia coli（大腸菌）を接種し、5分間では死滅しないが10分間では死滅する消毒薬とフェノールの最高希釈倍率の比によって示される。ただし、実際の消毒薬の効果は作用時の温度などの種々の要因によって影響を受けるため、石炭酸係数で示される効果と一致しない。また、被検菌以外の細菌に対する効果とも一致するとは限らない。